# Adolf Bechtold
Adolf Bechtold (* 20. Februar 1926 in Frankfurt am Main; † 8. September 2012 ebenda) war ein deutscher Fußballspieler, der als Verteidiger ausschließlich für Eintracht Frankfurt spielte. Mit 381 Spielen und zwei Toren ist er der Eintracht-Rekordspieler in der damals erstklassigen Fußball-Oberliga Süd.

## Karriere

### Gauliga und Oberliga Süd, 1942 bis 1960
Der gelernte Werkzeugmacher spielte von 1938 bis 1942 in der Jugend und ab 1942 bis 1960 in der ersten Mannschaft und absolvierte dabei insgesamt 711 Spiele. Am 27. Dezember 1942 debütierte Bechtold mit 16 Jahren in der ersten Mannschaft in der Gauliga Hessen-Nassau. Sein größter Erfolg war die deutsche Meisterschaft 1959, außerdem war er mit seinem Verein in den Jahren 1953 und 1959 Süddeutscher Meister.
Nach Ende des Zweiten Weltkriegs spielte er mit der Eintracht ab der ersten Saison 1945/46 bis einschließlich 1959/60 durchgehend 15 Runden in der Oberliga Süd. Der Mann aus der Wetterau war die Zuverlässigkeit in Person. Der Defensivspieler beendete unter Trainer Emil Melcher die Saison 1945/46 am 23. Juni 1946 mit einem 9:0-Auswärtserfolg beim Karlsruher FV. Er spielte auf der Position des rechten Verteidigers im damals praktizierten WM-System und die Eintracht belegte den elften Rang. In seinem zweiten Oberligajahr, 1946/47, er war jetzt mit 25 Ligaeinsätzen Stammspieler, belegte die Elf vom Riederwald mit den Trainern Melcher und Willi Treml, sowie den Leistungsträgern Toni Turek, Heinz Baas, Heinrich Gärtner, Erwin Schädler, Albert Wirsching, Edmund Adamkiewicz, Ludwig Kolb, Willi Kraus und Adolf Schmidt den dritten Rang. Mit Kolb bildete er zumeist das Verteidigerpaar. Dieser Höhenflug hielt aber nicht an.
Unter Trainer Walter Hollstein durchlebte Bechtold in der Saison 1949/50 den Kampf um den Klassenerhalt; dies ausgerechnet im 50-Jahre-Jubiläum der Eintracht. Die Runde eröffneten Bechtold und Kollegen am 4. September 1949 mit einer 1:5-Auswärtsniederlage beim SV Waldhof Mannheim. Am Rundenende landeten die Adlerträger auf dem 14. Rang und hatten dabei die letzten acht Spiele in Serie verloren. Zur Runde 1950/51 übernahm mit Kurt Windmann ein neuer Mann den Trainerposten. Es ging in den nächsten Runden kontinuierlich in der Tabelle nach vorne. Die Elf um Eintracht-Kapitän Bechtold – er absolvierte alle 34 Oberligaspiele – belegte im ersten Jahr des neuen Trainers den achten Rang und hatte über die Weihnachtstage eine Auslandsreise nach Spanien mit Spielen gegen Atletico Madrid und den FC Sevilla durchgeführt. Der Höhepunkt fand aber unmittelbar nach Saisonende zwischen dem 2. Mai und dem 3. Juni 1951 mit einer Amerikareise statt. Auf der vom Deutsch-Amerikanischen Fußball-Bund (DAFB) organisierten USA-Reise trugen die Mannen um Spielführer Bechtold zwischen dem 6. und 30. Mai acht Spiele aus.
In der Saison 1952/53 gewann Bechtold mit der Eintracht die süddeutsche Meisterschaft. Mit einem Punkt Vorsprung gegenüber dem Titelverteidiger VfB Stuttgart setzte sich Frankfurt durch; Bechtold hatte in der Oberliga Süd alle 30 Spiele absolviert. In der Endrunde schlossen sich sechs Spiele gegen den 1. FC Kaiserslautern, 1. FC Köln und Holstein Kiel an. Die Betzenberg-Elf um die Gebrüder Walter setzte sich in den Gruppenspielen durch – am 17. Mai vor 68.000 Zuschauern im Waldstadion mit 1:0 gegen die Eintracht – und gewann auch die deutsche Meisterschaft überlegen im Finale gegen den VfB Stuttgart. Die Eintracht-Defensive setzte sich zumeist aus Torhüter Helmut Henig, dem Verteidigerpaar Bechtold und Ernst Kudraß, sowie der Läuferreihe mit Kurt Krömmelbein, Hans Wloka und Werner Heilig zusammen. In der Folgesaison 1953/54 reichte es für die Hessen mit den Neuzugängen Richard Kreß, Alfons Remlein und Hans Weilbächer zur Vizemeisterschaft im Süden. Mit 24:6 Punkten und 38:12 Toren hatte man noch die Hinrundentabelle angeführt. Die Endrundenspiele 1954 wurden wegen der anstehenden Weltmeisterschaft in der Schweiz in verkürzter Form ausgespielt. Bechtold verlor mit seinen Mitspielern beide Spiele gegen den 1. FC Kaiserslautern und den 1. FC Köln.
Zur Saison 1956/57 übernahm Adolf Patek – der Wiener hatte mit dem Karlsruher SC die Meisterschaft 1955/56 gewonnen – für zwei Jahre das Traineramt bei Eintracht Frankfurt. Nach der Hinrunde 1957/58 stand die Patek-Elf mit 22:8 Punkten auf dem zweiten Tabellenplatz und hatte in 15 Spielen unter Führung des neuen Abwehrchefs Ivica Horvat nur 14 Gegentore zugelassen. Am letzten Spieltag der Serie 1957/58, am 13. April 1958, verspielte Frankfurt mit einer 0:1-Niederlage beim bereits als Absteiger feststehenden SSV Jahn Regensburg den erneuten Einzug in die Endrunde. Bei der von Trainer Béla Sárosi betreuten Jahn-Elf hatte die Eintracht in der Defensivformation mit Torhüter Loy, den Verteidigern Bechtold und Höfer, sowie der Läuferreihe mit Schymik, Horvat und Weilbächer agiert. In beiden Spielzeiten gehörte der 1956 zum Ehrenspielführer ernannte Abwehrspieler immer noch der Stammelf an.
Dies änderte sich erst ab der Saison 1958/59, als unter Patek-Nachfolger Paul Oßwald mit Friedel Lutz und Hermann Höfer als Verteidigerpaar und Ivica Horvat als Mittelläufer die zentrale Achse in der Defensive agierte und der Meisterschaftsgewinn mit 49:11 Punkten und dem Torverhältnis von 71:25 glückte. In der Oberligasaison kam Bechtold nur noch zu sechs Einsätzen – gegen SpVgg Fürth, VfB Stuttgart, FSV Frankfurt, 1. FC Nürnberg, SSV Reutlingen und letztmals am 11. Januar 1959 im 2:2-Heimspiel gegen Kickers Offenbach – und in der Endrunde gelang der Eintracht der Gewinn der deutschen Meisterschaft gegen den Lokalrivalen Kickers Offenbach ohne ein Spiel des Ehrenspielführers. In seiner letzten Saison in der Oberliga Süd, 1959/60, kam die Eintracht-Legende nochmals zu elf Einsätzen und die Riederwald-Elf erreichte trotz der Zusatzbelastung durch die Spiele im Europacup der Landesmeister hinter Meister Karlsruher SC und dem Vize aus Offenbach den dritten Rang. Das letzte Oberligaspiel bestritt der Ehrenspielführer am 6. März 1960 bei der 0:3-Auswärtsniederlage beim FC Bayern München. Wie drei Tage zuvor, am 3. März im Europacup beim 2:1-Heimerfolg gegen den Wiener SC, hatte er als Mittelläufer die zentrale Rolle in der Defensive ausgeübt.
Das tatsächlich letzte Pflichtspiel absolvierte der 34-Jährige am 11. Juni 1960 beim 4:2-Erfolg im süddeutschen Pokal gegen die Bornheimer vom FSV Frankfurt. Wiederum war er als Mittelläufer aktiv und Mittelstürmer Erwin Stein erzielte drei Treffer.

### Europapokal, 1960
Im Europapokal 1959/60 erreichte Frankfurt das Finale gegen das zuvor bereits vier Mal in Serie siegreiche Real Madrid. Der Titelverteidiger gewann in Glasgow das Endspiel mit 7:3 Toren. Bechtold, damals kein Stammspieler mehr und im Finale nicht auf dem Platz, absolvierte in dieser Europacupsaison jedoch nur das Spiel am 3. März 1960 gegen den Wiener SC. Beim 2:1-Heimerfolg agierte er als Mittelläufer und bildete zusammen mit Torhüter Egon Loy, dem Verteidigerpaar Friedel Lutz und Hermann Höfer, sowie den beiden Außenläufern Eberhard Schymik und Dieter Stinka die Defensive. Es war sein einziger internationaler Pflichtspieleinsatz, denn er wurde nie Nationalspieler.
Bechtold war Ehrenmitglied und Ehrenspielführer von Eintracht Frankfurt. Er starb nach kurzer, schwerer Krankheit in seiner Heimatstadt.

## Erfolge
- Deutscher Meister 1959
- Süddeutscher Meister 1953, 1959
- Deutscher Flutlichtpokalsieger 1957
- Hessenpokalsieger 1946